# Don’t Stand Me Down
Az 1985-ös Don't Stand Me Down a Dexys Midnight Runners harmadik, egyben utolsó nagylemeze. Megjelenésekor kereskedelmi kudarc volt, részben azért, mert Kevin Rowland elutasította kislemezek megjelentetését; mára egy elveszett kincsként tekintenek rá. Szerepel az 1001 lemez, amit hallanod kell, mielőtt meghalsz című könyvben.

## Az album dalai
|    | Cím                     | Szerző(k)                          | Hossz |
| -- | ----------------------- | ---------------------------------- | ----- |
| 1. | The Occasional Flicker  | Kevin Rowland                      | 5:49  |
| 2. | This Is What She's Like | Billy Adams, Helen O'Hara, Rowland | 12:23 |
| 3. | Knowledge of Beauty     | O'Hara, Rowland, Wynne             | 7:01  |
| 4. | One of Those Things     | Rowland                            | 6:01  |
| 5. | Reminisce Part Two      | Rowland                            | 3:31  |
| 6. | Listen to This          | Adams, Rowland                     | 3:19  |
| 7. | The Waltz               | Rowland, Torch                     | 8:21  |

## Közreműködők
- Kevin Rowland – basszusgitár, gitár, zongora, ének, producer, jegyzetek
- Billy Adams – gitár, ének, producer
- Helen O'Hara – hegedű, ének, producer
- "Big" Jim Paterson – harsona
- Nick Gatfield – szaxofon, ének
- Vincent Crane – zongora
- Tim Dancy – dob
- Julian Littman – mandolin
- Tom Evans – steel gitár
- Robert Noble – orgona, szintetizátor
- John "Rhino" Edwards – basszusgitár

### További zenészek
- Crusher Green – dob a Listen to This-en
- Mick Boulton – zongora a The Waltz-on
- Randy Taylor – basszusgitár a Knowledge of Beauty-n
- Woody Woodmansey – dob a The Waltz-on

### Produkció
- Alan Winstanley – producer
- Pete Schwier – hangmérnök, keverés
- John Porter – keverés (Kevin Rowland's 13th Time)
- Peter Barrett – borító design
- Kim Knott – fényképek
- Claire Mueller – fényképek
- Jack Hazan – rendező

## Fordítás
Ez a szócikk részben vagy egészben a Don't Stand Me Down című angol Wikipédia-szócikk ezen változatának fordításán alapul.  Az eredeti cikk szerkesztőit annak laptörténete sorolja fel. Ez a jelzés csupán a megfogalmazás eredetét és a szerzői jogokat jelzi, nem szolgál a cikkben szereplő információk forrásmegjelöléseként.